# Kopano Neris Tšeka
Kopano Neris Tšeka (ur. 4 marca 1991) – sotyjski piłkarz grający na pozycji prawego obrońcy. Od 2017 jest zawodnikiem klubu Lesotho Mounted Police Service FC.

## Kariera klubowa
Swoją karierę piłkarską Tšeka rozpoczął w klubie Lesotho Mounted Police Service FC. Grał w nim do 2015 roku. W latach 2015–2019 grał w Lioli FC. W sezonie 2015/2016 został z nim mistrzem kraju, a w sezonach 2016/2017 i 2017/2018 - wicemistrzem. W 2019 przeszedł do Lesotho Correctional Services FC.

## Kariera reprezentacyjna
W reprezentacji Lesotho Tšeka 
zadebiutował 26 marca 2016 w przegranym 0:2 meczu kwalifikacji do Pucharu Narodów Afryki 2017 z Seszelami, rozegranym w Roche Caiman.